# Synagoge (Bassemberg)
Die Synagoge in Bassemberg, einer französischen Gemeinde im Département Bas-Rhin der historischen Region Elsass, wurde 1832 errichtet. Die Synagoge befand sich in der Rue principale (Hauptstraße).
Die Synagoge wurde um 1905 geschlossen und verkauft, da sich die Jüdische Gemeinde Bassemberg aufgelöst hatte. 
Das Synagogengebäude ist als Wohnhaus erhalten.